# Іспанська Формоза

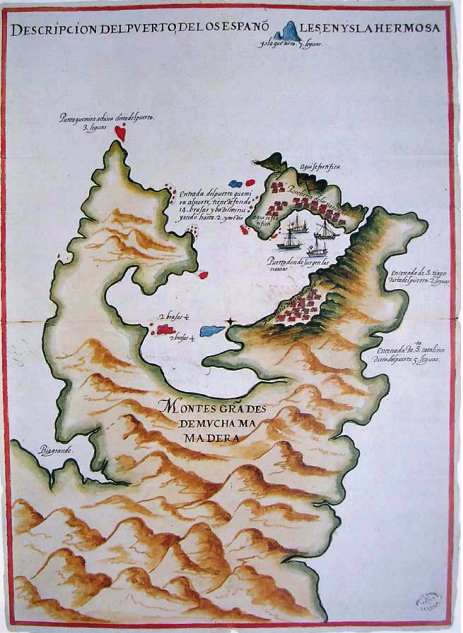
Іспанська карта Цзілун і бухти Даньшуй, 1626

Іспанська Формоза (ісп. Hermosa, ісп. Formosa Española) — колоніальне правління Іспанської імперії на острові Тайвань, що тривало з 1626 по 1642 роки.
Першими з європейців берегів Тайваню досягли португальські моряки, які назвали його «Формозою». У 1580 році в результаті Іберійської унії Іспанія та Португалія об'єдналися в єдину державу, і португальські дослідники і першопрохідці стали працювати на іспанського монарха.
Бунтуючі проти іспанського короля голландці гостро потребували притоку коштів від торгівлі прянощами, тому вони взяли курс на витіснення іспано-португальської торгівлі та захоплення іспанських і португальських колоній. Для боротьби за Південно-Східну Азію в 1624 році на південному краю острова Тайвань голландці побудували форт Зеландія. Спираючись на цей укріплений пункт, вони могли загрожувати Манілі, тому іспанці вирішили заснувати на Тайвані свою колонію в північній частині острова.
У 1626 році іспанська експедиція прибула до мису Сантьяго (сучасний Саньдяо в районі Гунляо в Новий Тайбей), проте знайшла його незадовільним з точки зору можливостей оборони. Експедиція попливла вздовж узбережжя на захід і прибула в бухту Цзілун. Глибока і захищена гавань з маленьким островом біля входу виявилася ідеальним місцем для заснування першого іспанського поселення — Сантісима-Тринідад. Іспанці побудували два форти: на острові і на березі бухти. У 1629 році іспанці заснували друге поселення — форт Сан-Домінго (на території сучасного району Даньшуй в Новому Тайбеї).

До 1641 року іспанська присутність стало настільки турбувати голландців, що вони вирішили захопити іспанську колонію, однак перший голландський напад було відбито іспанцями завдяки добрим укріпленням фортів. У серпні 1642 року голландці повернулися з чотирма великими судами і кількомп більш дрібними, на яких було 369 солдатів. Після шести днів оборони іспанські гарнізони евакуювалися до Маніли.